# Pierwszy gabinet Donalda Trumpa
Pierwszy gabinet Donalda Trumpa – gabinet tworzony przez wybranego 8 listopada 2016 na urząd 45. prezydenta Stanów Zjednoczonych Donalda Trumpa. Administracja nowego prezydenta zastąpiła Gabinet Baracka Obamy. Inauguracja prezydenta Trumpa odbyła się 20 stycznia 2017. 
Już po inauguracji, Senat USA zatwierdził emerytowanego generała Jamesa Mattisa na nowego szefa Pentagonu oraz emerytowanego generała Johna Kelly’ego na nowego sekretarza bezpieczeństwa narodowego USA. Obaj zostali zaprzysiężeni przez wiceprezydenta USA Mike Pence. 

## Członkowie gabinetu

### Prezydent i wiceprezydent
|  | Funkcja       | Zdjęcie | Imię i nazwisko | Stan      | Status |
|  | ------------- | ------- | --------------- | --------- | --- |
|  | Prezydent     |         | Donald Trump    | Nowy Jork | Wybrany w głosowaniu powszechnym 8 listopada i elektorskim 19 grudnia. Urząd oficjalnie objął 20 stycznia 2017 |
|  | Wiceprezydent |         | Mike Pence      | Indiana   | Wybrany w głosowaniu powszechnym 8 listopada i elektorskim 19 grudnia. Urząd oficjalnie objął 20 stycznia 2017 |

### Szefowie departamentów
| Funkcja | Funkcja                               | Zdjęcie | Imię i nazwisko  | Stan        | Data ogłoszenia nominacji | Status |
|         | Sekretarz Stanu                       |         | Mike Pompeo      | Kalifornia  | 13 marca 2018             | Objął funkcję 26 kwietnia 2018. Wyjątkowo ślubował dwa razy. Oficjalnie objął urząd zaraz po pierwszym ślubowaniu, jakie złożył 26 kwietnia 2018 przed sędzią Sądu Najwyższego Samuelem Alito, a drugi raz ślubował przed wiceprezydentem USA Mikiem Pencem 2 maja 2018. |
|         | Sekretarz Skarbu                      |         | Steven Mnuchin   | Kalifornia  | 30 listopada 2016         | Objął funkcję 13 lutego 2017 |
|         | Sekretarz Obrony                      |         | Mark Esper       |             | 21 czerwca 2019           | Objął funkcję 23 lipca 2019 |
|         | Prokurator Generalny                  |         | Matthew Whitaker |             | 7 listopada 2018          | Objął funkcję 7 listopada 2018. Nominacja tymczasowa. |
|         | Sekretarz Zasobów Wewnętrznych        |         | Ryan Zinke       | Montana     | 13 grudnia 2016           | Objął funkcję 1 marca 2017 |
|         | Sekretarz Rolnictwa                   |         | Sonny Perdue     | Georgia     | 18 stycznia 2017          | Objął funkcję 25 kwietnia 2017 |
|         | Sekretarz Handlu                      |         | Wilbur Ross      | New Jersey  | 30 listopada 2016         | Objął funkcję 27 lutego 2017 |
|         | Sekretarz Pracy                       |         | Alexander Acosta | Floryda     | 16 lutego 2017            | Objął funkcję 27 kwietnia 2017 |
|         | Sekretarz Zdrowia i Opieki Społecznej |         | Alex Azar        | Pensylwania | 13 listopada 2017         | Objął funkcję 29 stycznia 2018 |
|         | Sekretarz Urbanizacji                 |         | Ben Carson       | Floryda     | 5 grudnia 2016            | Objął funkcję 2 marca 2017 |
|         | Sekretarz Transportu                  |         | Elaine Chao      | Kentucky    | 29 listopada 2016         | Objęła funkcję 31 stycznia 2017 |
|         | Sekretarz Energii                     |         | Rick Perry       | Teksas      | 13 grudnia 2016           | Objął funkcję 2 marca 2017 |
|         | Sekretarz Edukacji                    |         | Betsy DeVos      | Michigan    | 23 listopada 2016         | Objęła funkcję 7 lutego 2017 |
|         | Sekretarz Spraw Weteranów             |         | David Shulkin    | Waszyngton  | 11 stycznia 2017          | Objął funkcję 14 lutego 2017 |
|         | Sekretarz Bezpieczeństwa Krajowego    |         | Kirstjen Nielsen | Floryda     | 11 października 2017      | Objęła funkcję 6 grudnia 2017 |

### Pozostali członkowie gabinetu
|  | Funkcja                                           | Zdjęcie | Imię i nazwisko   | Stan                | Data ogłoszenia nominacji | Status                          |
|  | ------------------------------------------------- | ------- | ----------------- | ------------------- | ------------------------- | ------------------------------- |
|  | Szef Personelu Białego Domu                       |         | John F. Kelly     | Massachusetts       | 28 lipca 2017             | Objął funkcję 31 lipca 2017     |
|  | Ambasador Stanów Zjednoczonych przy ONZ           |         | Nikki Haley       | Karolina Południowa | 23 listopada 2016         | Objęła funkcję 27 stycznia 2017 |
|  | Kierownik Agencji Ochrony Środowiska              |         | Scott Pruitt      | Oklahoma            | 7 grudnia 2016            | Objął funkcję 17 lutego 2017    |
|  | Reprezentant Stanów Zjednoczonych do spraw Handlu |         | Robert Lighthizer | Ohio                | 3 stycznia 2017           | Objął funkcję 15 maja 2017      |
|  | Dyrektor Biura Zarządzania i Budżetu              |         | Mick Mulvaney     | Karolina Południowa | 16 grudnia 2016           | Objął funkcję 16 lutego 2017    |
|  | Przewodniczący Rady Doradców Ekonomicznych        |         | Gary Cohn         | Nowy Jork           | 9 grudnia 2016            | Objął funkcję 20 stycznia 2017  |
|  | Kierownik Small Business Administration           |         | Linda McMahon     | Connecticut         | 7 grudnia 2016            | Objęła funkcję 14 lutego 2017   |

Byli członkowie gabinetu
1. John F. Kelly – Sekretarz bezpieczeństwa krajowego Stanów Zjednoczonych od 20 stycznia 2017 do 31 lipca 2017 https://www.nytimes.com/2017/07/28/us/politics/reince-priebus-white-house-trump.html?smid=tw-share
2. Reince Priebus - Szef personelu Białego Domu od 20 stycznia 2017 do 31 lipca 2017 https://www.theatlantic.com/politics/archive/2017/07/the-final-humiliation-of-reince-priebus/535368/
3. Tom Price – Sekretarz Zdrowia i Opieki Społecznej od 10 lutego 2017 do 29 września 2017 http://www.rynekaptek.pl/marketing-i-zarzadzanie/usa-byly-szef-eli-lilly-ministrem-zdrowia,23040.html
4. Rex Tillerson – Sekretarz Stanu od 1 lutego 2017 do 13 marca 2018 http://wyborcza.pl/7,75399,23136796,donald-trump-zwolnil-sekretarza-stanu-rexa-tillersona-zastapi.html?disableRedirects=true